# 王鐶
王鐶（？—？），字崇重，浙江台州府天台縣人，民籍，明朝政治人物。

## 生平
成化二十二年（1486年）丙午科浙江鄉試第二十八名舉人。成化二十三年（1487年）聯捷丁未科三甲第一百九十九名進士。

## 家族
曾祖王彥華；祖父王思江；父王公權，教諭。前母張氏；黃氏。